# 高知大学教育学部附属小学校
高知大学教育学部附属小学校（こうちだいがくきょういくがくぶふぞくしょうがっこう）は、高知県高知市にある高知大学教育学部附属の小学校。

## 目的
学校教育法その他関係法令に基づき、心身の発達に応じて初等普通教育を施すとともに、高知大学教育学部の教育理論及び教育方法の実証ならびに学生の教育実習を行うことを目的とする

## 教育方針

### 教育目標
- よりよい社会をつくりだしていこうとするたくましい子ども

### 具体目標
- あたたかい心を持った子ども
- ねばり強くたくましい子ども
- 主体的・創造的な子ども
- 基礎学力を身につけた子ども
- 正しい判断力を身につけた子ども

## 沿革
- 1947年4月1日 - 高知師範男子部附属小学校、高知師範学校女子部附属小学校に改称
- 1947年11月6日 - 両附属小学校、高知市朝倉1000に移転、合併し、高知師範学校附属小学校となる
- 1951年4月1日 - 高知大学教育学部附属小学校と改称
- 1960年3月29日 - 朝倉校舎から小津の旧文理学部校舎に移転
- 1974年4月1日 - 特殊学級、養護学校として独立
- 2004年4月1日 - 国立大学法人化

## 所在地
〒780-0915　高知県高知市小津町10-13